# Antarès Bassis
 (juillet 2025).
Antarès Bassis est un réalisateur et scénariste français, né en 1977.

## Biographie
Après avoir obtenu son master en cinéma à l’université Paris I Panthéon-Sorbonne, Antarès Bassis réalise plusieurs courts-métrages comme Porteur d’hommes. Il co-crée avec Sophie Hiet, la série d'anticipation Trepalium pour Arte. Il est également réalisateur de documentaire avec En équilibre et La Ville Monde.

## Filmographie

### En tant que réalisateur
- 2018 : La Ville Monde (documentaire)
- 2007 : L'Emploi vide (moyen-métrage)
- 2010 : Porteur d'hommes (moyen-métrage)

### En tant que co-réalisateur
- 2017 : En Equilibre (documentaire)

### En tant que scénariste

#### Courts-métrages
- 2007 : L'Emploi vide (moyen-métrage)
- 2010 : Porteur d'hommes (moyen-métrage)

#### Séries télévisées
- 2016 : Trepalium (co-créateur, co-scénariste)

## Distinctions

### Récompenses
- Festival international des programmes audiovisuels 2018 : Fipa d'Or national pour En équilibre
- Festival du film Court en plein Air de Grenoble 2012 : Grand Prix pour Porteur d'hommes
- Festival of Nations 2008 : Grand prix et Golden Bear du meilleur court-métrage pour L'Emploi vide
- Washington DC Independent Film Festival 2011 : Prix du Grand Jury du meilleur court pour L'Emploi vide

### Nominations
- Festival international du film d'Aubagne 2011 :
  - Prix fiction court-métrage pour Porteur d'hommes
  - Prix fiction court-métrage - Mention spéciale
  - Prix du meilleur court-métrage documentaire
  - Prix du meilleur court-métrage d'animation
  - Prix du meilleur court-métrage expérimental
  - Prix Beaumarchais-SACD
  - Prix du Public
  - Prix collégiens

- Festival du film français au Japon 2012 : Courts-métrages pour Porteur d'hommes